# Poliodule melanotricha
Poliodule melanotricha är en fjärilsart som beskrevs av Turner 1941. Poliodule melanotricha ingår i släktet Poliodule och familjen björnspinnare. Inga underarter finns listade i Catalogue of Life.